# Pseudotalara chrysippa
Pseudotalara chrysippa is een vlinder uit de familie van de stippelmotten (Yponomeutidae). De wetenschappelijke naam van de soort werd in 1885 gepubliceerd door Herbert Druce.